# Atkinsoniella javana
Atkinsoniella javana är en insektsart som först beskrevs av Melichar 1914.  Atkinsoniella javana ingår i släktet Atkinsoniella och familjen dvärgstritar. Inga underarter finns listade i Catalogue of Life.